# Лёренскуг
Лёренскуг (норв. Lørenskog) — коммуна в губернии Акерсхус в Норвегии. Пригород Осло. Административный центр коммуны — деревня Кьенн. Официальный язык коммуны — нейтральный. Население коммуны на 2007 год составляло 31 853 чел. Площадь коммуны Лёренскуг — 70,53 км², код-идентификатор — 0230.
В Лёренскуге родились олимпийский чемпион и многократный чемпион мира по горнолыжному спорту Аксель Лунд Свиндаль и футболист сборной Норвегии Джон Карью.

## Название
Коммуна названа в честь старой и более несуществующей фермы Лейрхейм (англ. - Leirheimr). Первая часть слова - leirr (глина) и вторая - heimr (усадьба, ферма) вкупе означают: «Хутор, построенный на глиняной земле». Суффикс skógr (что означает «лес») был добавлен позже, изменив его значение на «Леса вокруг фермы Лейрхейм». До 1918 года название писалось как «Lørenskogen».

## Меньшинства
| Государство | Количество |
| ----------- | ---------- |
| Пакистан    | 1,359      |
| Польша      | 913        |
| Вьетнам     | 753        |
| Шри-Ланка   | 744        |
| Иран        | 535        |
| Турция      | 390        |
| Литва       | 362        |
| Швеция      | 355        |
| Индия       | 322        |
| Афганистан  | 307        |
| Иран        | 282        |
| Филиппины   | 255        |

## Церковь Лёренскуга
Церковь Лёренскуга (Lørenskog kirke) - церковь средневековой эпохи. Строительный материал - кирпич и известняк. Церковь датируется ок. 1150. Церковь прямоугольной формы на 140 мест. В 1608 г. церковь получила кафедру. Западная башня была возведена в 1864 году из дерева. В башне висит два церковных колокола, больший из которых изготовлен в 1874 году. Толщина ее стен составляет один метр, а камни скреплены известковым раствором. Наружная и внутренняя штукатурка ремонтировалась в 1600-1700-х годах. В 1956 году старая штукатурка была снята, а стены заново оштукатурены и покрашены. Нынешняя открывающаяся наружу дверь была установлена в 1946 году.

## География
Муниципалитет расположен к востоку от столицы Осло, через него проходит большое количество главных дорог. Почти все жители живут в северной части Лёренскуг. Южные части состоят из лесов и занимающих пространство между ними полей и ферм. Важный железнодорожный вокзал - станция Лёренскуг.

## Образование
В Кьенне, Хаммере, Лёкеносене и Фьеллсруде есть семь государственных начальных школ и четыре государственных средних школы. Кроме того, есть две гимназии, а именно гимназия Лоренског и гимназия Майланда.

## История населения коммуны
Население коммуны за последние 60 лет.

Статистика коммуны Лёренскуг